# Campionati mondiali di sci alpino 1938
I Campionati mondiali di sci alpino 1938 si svolsero a Engelberg in Svizzera.

## Uomini

### Discesa libera
| Posizione | Atleta             | Nazione  |
| --------- | ------------------ | -------- |
| 1         | James Couttet      | Francia  |
| 2         | Émile Allais       | Francia  |
| 3         | Hellmut Lantschner | Germania |

### Slalom
| Posizione | Atleta             | Nazione  |
| --------- | ------------------ | -------- |
| 1         | Rudolf Rominger    | Svizzera |
| 2         | Émile Allais       | Francia  |
| 3         | Hellmut Lantschner | Germania |

### Combinata
| Posizione | Atleta             | Nazione  |
| --------- | ------------------ | -------- |
| 1         | Émile Allais       | Francia  |
| 2         | Rudolf Rominger    | Svizzera |
| 3         | Hellmut Lantschner | Germania |

## Donne

### Discesa
| Posizione | Atleta          | Nazione  |
| --------- | --------------- | -------- |
| 1         | Lisa Resch      | Germania |
| 2         | Christl Cranz   | Germania |
| 3         | Käthe Grasegger | Germania |

### Slalom
| Posizione | Atleta        | Nazione  |
| --------- | ------------- | -------- |
| 1         | Christl Cranz | Germania |
| 2         | Nini Arx-Zogg | Svizzera |
| 3         | Erna Steuri   | Svizzera |

### Combinata
| Posizione | Atleta          | Nazione  |
| --------- | --------------- | -------- |
| 1         | Christl Cranz   | Germania |
| 2         | Lisa Resch      | Germania |
| 3         | Käthe Grasegger | Germania |

## Medagliere
| Pos | Nazione  | Oro | Argento | Bronzo | Totale |
| --- | -------- | --- | ------- | ------ | ------ |
| 1   | Germania | 3   | 2       | 5      | 10     |
| 2   | Francia  | 2   | 2       | 0      | 4      |
| 3   | Svizzera | 1   | 2       | 1      | 4      |